# Louis De Groof
Louis (Lode) De Groof (1913 – 1996) was een Vlaams jeugdauteur en scenarioschrijver.

## Loopbaan
De Groof, door vrienden Lode genoemd, begon als scriptschrijver voor theaterstukken. Bij de opkomst van de televisie werd hij door Rik Van den Abbeele aangetrokken en slaagde hij erin het scenario van een aantal zeer succesvolle jeugdseries te schrijven. Hij schreef veelal realistische, futuristische of tijdloze verhalen, met aandacht voor gemakkelijke en niet te kostbare verfilmingsmogelijkheden. Sommige verhalen (zoals Kapitein Zeppos) verschenen eerst in boekvorm, bij andere reeksen (zoals Keromar) zijn boeken verschenen na de televisieserie.
De Groof was de scenarioschrijver van
- Jan Zonder Vrees (1956)
- Schatteneiland (1957)
- De reis om de wereld in 80 dagen (1957)
- Professor Kwit (1958)
- Het geheim van Killary Harbour (1960)
- Zanzibar (1962)
- Kapitein Zeppos (1964 en 1968)
- Axel Nort (1966)
- Mauritius (1967)
- Keromar (1970)
- De Kat (1973)
- Tim (1974)
- Circus Rondau (1977)